# زبابة غاسبية
زبابة غاسبية (الاسم العلمي: Sorex gaspensis) (بالإنجليزية: Gaspé Shrew)‏ هو نوع من الحيوانات يتبع جنس الزبابة من الفصيلة الزبابات. سمي هذا النوع نسبةً إلى شبه جزيرة غاسبيه (أو منطقة غاسبيزي) في كندا.